# Aurora Bayona Sarriá
Aurora Bayona Sarriá (Zaragoza, 10 de febrero de 1947), conocida como Mili, es una vedette y actriz española retirada. Junto a su hermana gemela, la actriz Pilar Bayona, formó el famoso dúo cómico y musical femenino Pili y Mili desde 1963 hasta 1970.
En 1970 contrajo matrimonio con un empresario mexicano y se ausentó del medio artístico; su hermana continuó su carrera en solitario como actriz.

## Filmografía

### Cine
- 1963: Como dos gotas de agua (Director: Luis César Amadori).
- 1964: Dos chicas locas, locas (Director: Pedro Lazaga).
- 1965: Whisky y vodka (Director: Fernando Palacios).
- 1965: Dos pistolas gemelas (Director: Rafael Romero Marchent).
- 1966: Escándalo en la familia (Director: Julio Porter).
- 1967: Un novio para dos hermanas (Director: Luis César Amadori).
- 1968: Vestidas y alborotadas (México) Dos gemelas estupendas (España) (Director: Miguel Morayta Martínez).
- 1968: Agáchate, que disparan (Director: Manuel Esteba).
- 1969: La princesa hippie(director: Miguel Morayta)
- 1970: La guerra de las monjas (Director: José María Fernández Unsáin).

### Televisión
- Sábado ´64 (1965)